# Carme (nom)
Carme o Maria del Carme és un nom de persona derivat d'una de les diverses advocacions de la Mare de Déu.Originalment, els prenoms derivats d'advocacions marianes completaven el nom de Maria (Maria de) fins que han pres significat per si mateixos, i, lògicament, són femenins. Procedeix de l'anomenat mont Carmel, a Israel, el nom del qual deriva de la paraula Karmel o Al-Karem i que es podria traduir com a «jardí». Aquest mont està situat a Carmel City al districte de Haifa. Avui en dia existeixen en actiu ordes religiosos carmelites repartits per tot el món, masculins i femenins, que giren al voltant d'aquesta figura mariana. El nom de Carme és essencialment femení (Maria del Carme), tot i que també pot fer-se servir per a homes. Cal dir que en italià l'ús d'aquest nom és masculí principalment.
També existeix la varietat masculina Carmel i el seu femení Carmela i el nom Carmina. Maria del Carme és el tercer nom a Catalunya el 2016 amb 72.324 persones i el nom Carme és el quart de Catalunya amb 58.747.

## Onomàstica
- 16 de juliol: la Mare de Déu del Carme

## Traduccions
- Anglès: Carmel, Carmine (masc.)
- Espanyol: Carmen, Carmela, Carmelo (masc.), Carmina
- Gallec: Carme, Carmiña
- Italià: Carmelo, Carmine (masc.)
- Occità:Carmen[3]
- Polonès: Carmen, Karmen
- Portuguès: Carmo

## Personatges famosos
- Carme Alborch, política
- Carme Boatell, lluitadora antifeixista
- Carme Capdevila, política
- Carme Chacón, política
- Carme Guasch, poeta i escriptora
- Carme Julià, mestra i política
- Carme Miquel, mestra i escriptora
- Carme Riera, escriptora
- Carme Ruscalleda, cuinera
- Carme Sansa, actriu
- Carme Vilamajó, cantant i sindicalista
- Carmen Hernández, teòloga i religiosa
- Carmen Laforet, escriptora
- Carmen Martín Gaite, escriptora
- Carmen Maura, actriu
- Carmen Polo, esposa del general Franco
- Maria del Carme Girau, cantant i compositora
- Maria Carme Roca, escriptora
- Carme Culleré, alcaldesa de Belianes